# Limå
Limå eller Limå bruk är ett före detta järnbruk i Siljansnäs socken, Leksands kommun, Dalarna (Dalarnas län). Idag består Limå av några hus belägna vid Limåns utlopp i Limåviken av Siljan. Limå ligger mellan Siljansnäs och Lundbjörken och genomkorsas av länsväg W 838.

## Historik
Bruket började anläggas 1804 på "alldeles obruten vildmark" i dåvarande Näsbygge fjärding av Leksands socken. Magnus Hellsén och brukspatron Daniel Ström hade erhållit privilegium för anläggandet av en masugn, tre stångjärnshammare med vardera två härdar och en härd för ämnessmide. 1815 anlades även ett manufakturverk med tre spikhamrar, en ässja för förädlande av ämnesjärn och en plåthammare vid Övre bruket, beläget uppströms Limån. Som mest, år 1826, fanns 270 personer arbetande vid bruket. 1872 nedblåstes hyttan, och 1878 nedlades även smidet vid Övre bruket. I Bruksherrgården bedrivs fortfarande jordbruk. En arbetarbostad finns kvar, och själva masugnspipan står kvar. Vid bruket finns också några förfallna uthus i slaggsten.